# Thomas Austin Pereira
Thomas Austin Pereira (Sarpsborg, 12 giugno 1973) è un allenatore di calcio ed ex calciatore norvegese, di origini indiane e ugandesi, di ruolo difensore.

## Biografia
È il padre di Adrian Pereira, calciatore professionista.

## Carriera

### Giocatore

#### Club
Pereira arrivò al Moss nel 1996, proveniente dal Sarpsborg. Debuttò nella Tippeligaen il 14 aprile dello stesso anno, nella sconfitta casalinga per 1-0 contro il Bodø/Glimt. Passò poi al Viking, per cui giocò per tredici stagioni. Alla fine della Tippeligaen 2008, si classificò al 7º posto della classifica di tutti i tempi dei calciatori con più presenze nel Viking. Il 21 novembre 2009 giocò il suo match di addio al calcio, contro il Brann. Fu la seconda volta, nella storia del calcio norvegese, che si organizzò una partita del genere.

#### Nazionale
Pereira vestì in 8 circostanze la maglia della Norvegia. Debuttò il 18 gennaio 1997, nell'amichevole persa per 1-0 contro la Corea del Sud.

### Allenatore
Dal 2011, ricopre il ruolo di allenatore al Randaberg. Il club non riuscì però a salvarsi dalla retrocessione.

## Statistiche

### Cronologia presenze e reti in nazionale
| Cronologia completa delle presenze e delle reti in nazionale ― Norvegia | Cronologia completa delle presenze e delle reti in nazionale ― Norvegia | Cronologia completa delle presenze e delle reti in nazionale ― Norvegia | Cronologia completa delle presenze e delle reti in nazionale ― Norvegia | Cronologia completa delle presenze e delle reti in nazionale ― Norvegia | Cronologia completa delle presenze e delle reti in nazionale ― Norvegia | Cronologia completa delle presenze e delle reti in nazionale ― Norvegia | Cronologia completa delle presenze e delle reti in nazionale ― Norvegia |
| Data                                                                    | Città                                                                   | In casa                                                                 | Risultato                                                               | Ospiti                                                                  | Competizione                                                            | Reti                                                                    | Note                                                                    |
| ----------------------------------------------------------------------- | ----------------------------------------------------------------------- | ----------------------------------------------------------------------- | ----------------------------------------------------------------------- | ----------------------------------------------------------------------- | ----------------------------------------------------------------------- | ----------------------------------------------------------------------- | ----------------------------------------------------------------------- |
| 18-1-1997                                                               | Melbourne                                                               | Norvegia                                                                | 0 – 1                                                                   | Corea del Sud                                                           | Amichevole                                                              | -                                                                       |                                                                         |
| 25-1-1997                                                               | Sydney                                                                  | Australia                                                               | 1 – 0                                                                   | Norvegia                                                                | Amichevole                                                              | -                                                                       | 39’                                                                     |
| 15-8-2001                                                               | Oslo                                                                    | Norvegia                                                                | 1 – 1                                                                   | Turchia                                                                 | Amichevole                                                              | -                                                                       | 70’                                                                     |
| 27-3-2002                                                               | Tunisi                                                                  | Tunisia                                                                 | 0 – 0                                                                   | Norvegia                                                                | Amichevole                                                              | -                                                                       |                                                                         |
| 17-4-2002                                                               | Oslo                                                                    | Norvegia                                                                | 0 – 0                                                                   | Svezia                                                                  | Amichevole                                                              | -                                                                       | 90’                                                                     |
| 21-8-2002                                                               | Oslo                                                                    | Norvegia                                                                | 0 – 1                                                                   | Paesi Bassi                                                             | Amichevole                                                              | -                                                                       | 66’                                                                     |
| 26-1-2003                                                               | Sharja                                                                  | Emirati Arabi Uniti                                                     | 1 – 1                                                                   | Norvegia                                                                | Amichevole                                                              | -                                                                       |                                                                         |
| 28-1-2003                                                               | Mascate                                                                 | Oman                                                                    | 1 – 2                                                                   | Norvegia                                                                | Amichevole                                                              | -                                                                       | 46’                                                                     |
| Totale                                                                  |                                                                         | Presenze                                                                | 8                                                                       |                                                                         | Reti                                                                    | 0                                                                       |                                                                         |

## Palmarès

### Giocatore

#### Competizioni nazionali
- Coppa di Norvegia: 1

Viking: 2001